# Liz McColgan
Elizabeth (Liz) McColgan-Lynch (Dundee, 24 maart 1964) is een voormalige Schotse langeafstandloopster. Ze nam driemaal deel aan de Olympische Spelen en won daarbij eenmaal een zilveren medaille.

## Biografie
Elizabeth Lynch won reeds op twaalfjarige leeftijd in 1976 de Dundee veldloop scholenkampioenschappen. In 1986 won ze op de Gemenebestspelen in Edinburgh goud op de 10.000 m. Op de Gemenebestspelen in 1990 in Auckland won ze wederom goud op de 10.000 m en brons op de 3000 m.
In 1988 nam Liz McColgan-Lynch deel aan de Olympische Spelen van Seoel, waar zij uitkwam op de 10.000 m. Ze veroverde er in 31.08,04 zilver achter Olga Bondarenko (goud), die met een tijd van 31.05,21 een olympisch record vestigde en voor Jelena Schupijewa (brons). Op de wereldkampioenschappen van 1991 won ze goud op de 10.000 m. In datzelfde jaar werd ze in Groot-Brittannië tot sportvrouw van het jaar verkozen.
Een jaar later was McColgan er op de Olympische Spelen in Barcelona als deelneemster aan de 10.000 m opnieuw bij. Ditmaal viel zij buiten de prijzen en moest zij genoegen nemen met een vijfde plaats in 31.26,11, twintig seconden achter winnares Derartu Tulu.
Ook op de marathon was McColgan succesvol. Ze won in 1991 de New York City Marathon, in 1992 de marathon van Tokio en de halve marathon van Tokio en in 1996 op de marathon van Londen. In 1997 en 1998 werd ze tweede in deze wedstrijd. In 1996 nam ze ook deel aan de marathon tijdens de Olympische Spelen in Atlanta. Ze finishte er als 16e.
Verder won ze driemaal de Great North Run (21,1 km) (1992, 1995, 1996). Ook won ze in 1994 de Zevenheuvelenloop, in een tijd van 49.56. Ze won in 1988 en 1991 de 5 km van Carlsbad.
Na het einde van haar sportcarrière opende Liz McColgan in 1999 een eigen fitness-club en begon met jonge talenten te trainen. In 2004 werd ze in de Schotse Sports Hall of Fame opgenomen. Ze leeft met haar man Peter McColgan, een voormalig hordeloper en vijf kinderen in Carnoustie, vlak bij Dundee.
In haar actieve tijd was ze aangesloten bij de Dundee Hawkhill Harriers.

## Titels
- Wereldkampioene 10.000 m - 1991
- Wereldkampioene halve marathon - 1992
- Gemenebestkampioene 10.000 m - 1986, 1990
- Brits kampioene 3000 m - 1989, 1991, 1992
- Brits kampioene 5000 m - 1988
- Brits kampioene 10.000 m - 1986
- Schots kampioene 1500 m - 1985, 1986
- Schots indoorkampioene 1500 m - 1989
- Schots indoorkampioene 3000 m - 1989, 2004
- Schots kampioene 10 km - 1991
- Schots kampioene veldlopen - 2004
- NCAA-indoorkampioene 1 Eng. mijl - 1986

## Persoonlijke records
Baan
| Onderdeel     | Prestatie        | Datum            | Plaats     |
| ------------- | ---------------- | ---------------- | ---------- |
| 3000 m        | 8.50,52          | 22 augustus 1995 | Linz       |
| 5000 m        | 14.59,56         | 22 juli 1995     | Hechtel    |
| 5000 m (ind.) | 15.03,17 (ex-WR) | 22 februari 1992 | Birmingham |
| 10.000 m      | 30.57,07         | 25 juni 1991     | Hengelo    |

Weg
| Onderdeel      | Prestatie | Datum            | Plaats  |
| -------------- | --------- | ---------------- | ------- |
| 10 km          | 30.39     | 11 maart 1989    | Orlando |
| 15 km          | 47.43     | 13 februari 1988 | Tampa   |
| halve marathon | 1:08.42   | 11 oktober 1992  | Dundee  |
| marathon       | 2:26.52   | 13 april 1997    | Londen  |

## Palmares

### 1500 m
- 1987:  Britse kamp. - 4.08,03
- 1989:  Schotse indoorkamp. - 4.14,20
- 1989: 6e WK indoor - 4.10,16

### 3000 m
- 1985:  Schotse kamp. - 9.12,6
- 1985:  Britse kamp. - 9.08,34
- 1986:  Schotse kamp. - 9.01,12
- 1986: 12e EK - 9.02,42
- 1989:  Schotse indoorkamp. - 8.54,81
- 1989:  Britse kamp. - 8.51,55
- 1989:  WK - 8.34,80
- 1990:  Gemenebestspelen - 8.47,66
- 1991:  Britse kamp. - 8.59,39
- 1992:  Britse kamp. - 8.56,01
- 2004:  Schotse indoorkamp. - 9.31,11

### 5000 m
- 1988:  Britse kamp. - 15.10,17
- 1988:  Grand Prix Finale - 15.03,29

### 10.000 m
- 1986:  Britse kamp. - 32.59,59
- 1986:  Gemenebestespelen - 31.41,42
- 1986: 7e EK - 31.49,46
- 1987: 5e WK - 31.19,82
- 1988:  OS - 31.08,04
- 1990:  Gemenebestspelen - 32.23,56
- 1991:  WK - 31.14,31
- 1992: 5e OS - 31.26,11

### 5 km
- 1988:  5 km van Carlsbad - 15.30
- 1991:  5 km van Carlsbad - 15.11

### 10 km
- 1991:  Schotse indoorkamp. - 31.58
- 1991:  Youngstown Peace Race - 31.35

### 15 km
- 1994:  Zevenheuvelenloop - 49.57

### 10 Eng. mijl
- 1995:  Great South Run - 53.12
- 1997:  Great South Run - 52.00

### halve marathon
- 1991:  halve marathon van Exeter - 1:09.15
- 1992:  WK in South Shields - 1:08.53
- 1992:  Great Scottish Run - 1:10.29
- 1992:  halve marathon van Dundee - 1:08.42
- 1992:  halve marathon van Tokio - 1:07.11
- 1995:  halve marathon van Lissabon - 1:09.49
- 1996: DNF WK in Palma de Mallorca

### marathon
- 1991:  New York City Marathon - 2:27.32
- 1992:  marathon van Tokio - 2:27.38
- 1993:  Londen Marathon - 2:29.37
- 1995: 7e marathon van Tokio - 2:30.32
- 1995: 5e Londen Marathon - 2:31.14
- 1996:  Londen Marathon - 2:27.54
- 1996: 16e OS - 2:34.30
- 1996:  marathon van Tokio - 2:30.50
- 1997:  Londen Marathon - 2:26.52
- 1998:  Londen Marathon - 2:26.54
- 2007: 25e Londen Marathon - 2:50.38

### veldlopen
- 1987:  WK
- 1991:  WK (lange afstand) - 20.28
- 2004:  Schotse kamp. - 25.56

## Onderscheidingen
- Brits sportvrouw van het jaar - 1991
- Sports Hall of Fame - 2004

1987 Ingrid Kristiansen ·
1991 Liz McColgan ·
1993 Wang Junxia ·
1995 Fernanda Ribeiro ·
1997 Sally Barsosio ·
1999 Gete Wami ·
2001 Derartu Tulu ·
2003 Berhane Adere ·
2005 Tirunesh Dibaba ·
2007 Tirunesh Dibaba ·
2009 Linet Masai ·
2011 Vivian Cheruiyot ·
2013 Tirunesh Dibaba ·
2015 Vivian Cheruiyot ·
2017: Almaz Ayana ·
2019 Sifan Hassan ·
2022 Letesenbet Gidey ·
2023 Gudaf Tsegay